# Barbara Elisabeth van Houten
Barbara Elisabeth van Houten (* 4. August 1862 oder 1863 in Groningen; † 27. Mai 1950 in Den Haag) war eine niederländische Malerin, Grafikerin und Zeichnerin. Sie signierte ihre Werke mit BE v Houten oder BE. van Houten; monogrammiert als B E V H, B V H, BEvH und BvH.

## Leben

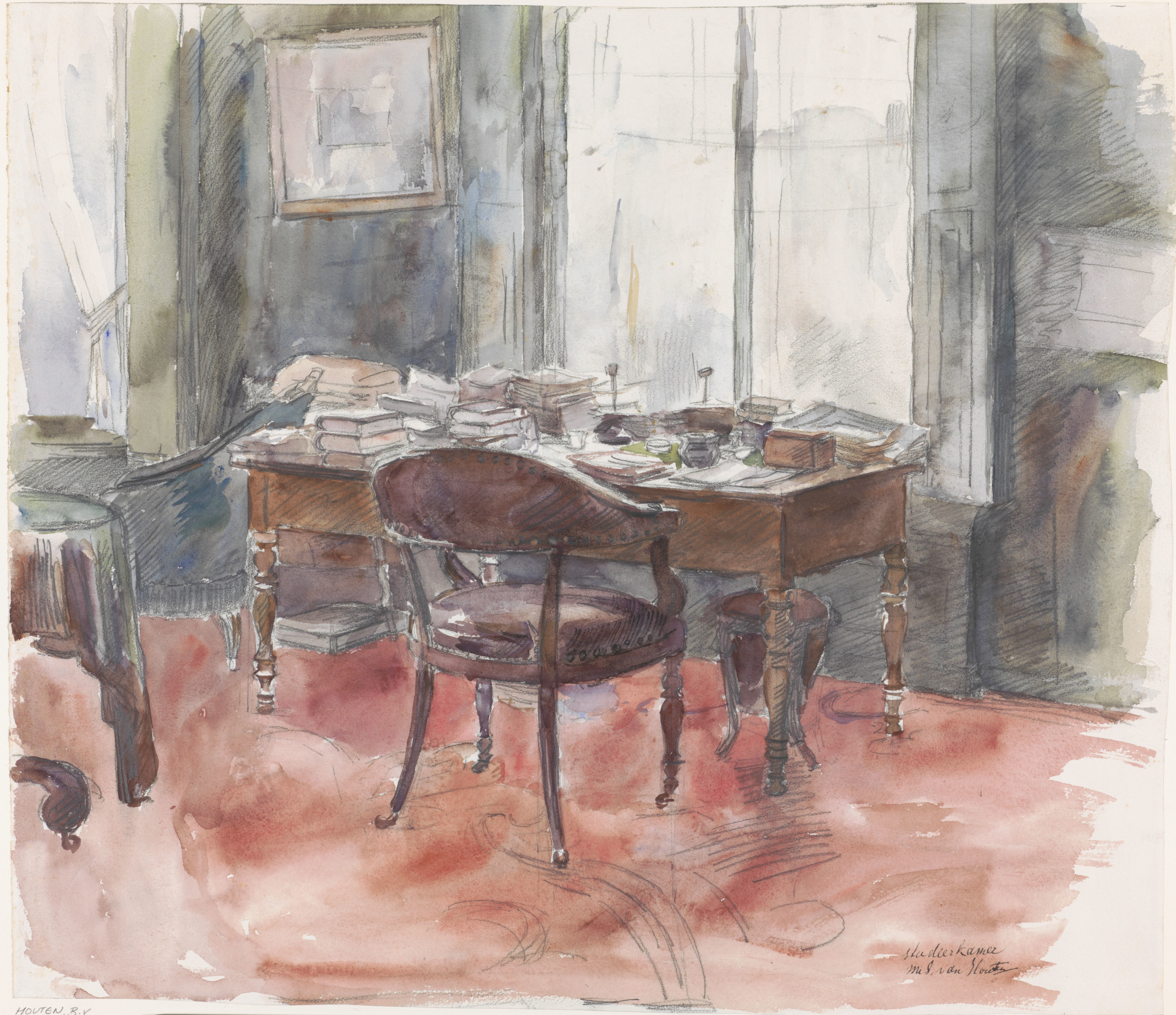
Arbeitszimmer von Samuel van Houten

Barbara Elisabeth van Houten wurde am 4. August 1862 oder 1863 in Groningen geboren. Sie war die Tochter des Politikers Samuel van Houten und seiner ersten Frau Elisabeth van Konijnenburg.
Sie absolvierte eine künstlerische Ausbildung an der Koninklijke Academie van Beeldende Kunsten in Den Haag, École du Louvre in Paris, Polytechnische School in Delft, Rijksnormaalschool voor Teekenonderwijzers in Amsterdam und der Rijksakademie van beeldende kunsten in Amsterdam. Sie wurde unter anderem von August Allebé, Johannes Christiaan d' Arnaud Gerkens, Adolf le Comte, ihrer Tante Sientje Mesdag-van Houten, deren Mann Hendrik Willem Mesdag und Jules Léon Perrichon ausgebildet. Sie selbst zählte Johanna Behrend-Croiset und Adriana van Rees-Dutilh zu ihren Schülerinnen.

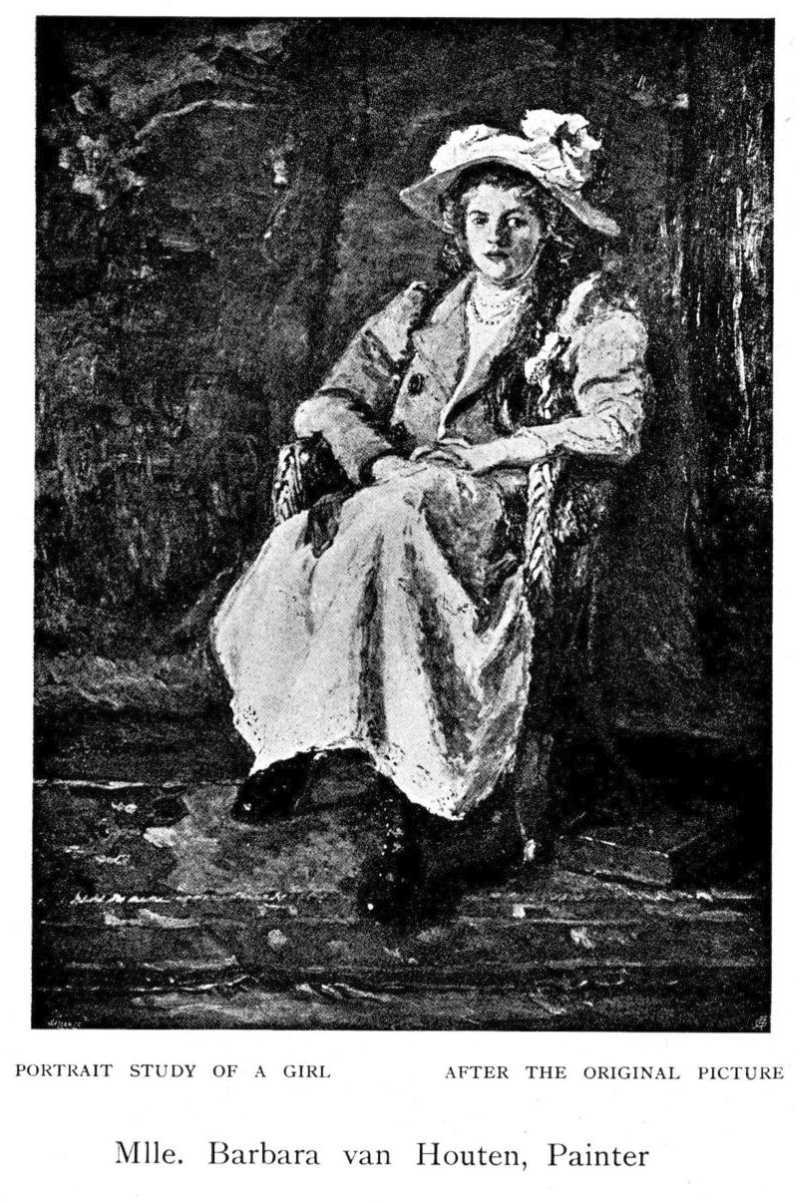
Mädchen im Stuhl

Als Künstlerin arbeitete sie in Den Haag, Paris und Amsterdam, dabei war sie als Malerin, Zeichnerin, Aquarellistin, Radiererin und Herstellerin von Holzschnitten tätig und konzentrierte sich hauptsächlich auf Genre-, Figuren- und Interieurdarstellungen, Landschaften, Porträts und Blumen- und Früchtestillleben. Sie war Mitglied des Pulchri Studios in Den Haag und des Dutch Etching Club. Sie stellte auch im Palace of Fine Arts auf der Weltausstellung 1892 in Chicago aus und ihr Bild Mädchen im Stuhl wurde im Buch Women Painters of the World abgedruckt.
Ihre Werke befinden sich in bekannten Museen, wie Tulpen im Kröller-Müller Museum, Gezicht in tuin im Rijksmuseum Amsterdam, oder in der Sammlung Mesdag.
Barbara van Houten starb am 27. Mai 1950 in Den Haag.